# 泉北ライナー
泉北ライナー（せんぼくライナー）は、南海電気鉄道が高野線・泉北線で運行している特急列車である。2025年（令和7年）3月31日までは泉北高速鉄道との直通運転列車であった。
種別カラーは金色（泉北線内の発車標のみ赤色）。

## 運行概況
難波駅 - 和泉中央駅間で全車座席指定の4両編成で運転される。朝と夕方から夜間にかけての時間帯に運転されており、運行開始当初は平日は上り7本・下り6本、土休日は上り・下り各8本ずつ運転されていたが、2017年（平成29年）8月26日のダイヤ改正からは、平日ダイヤの上り・下り各5本、土休日ダイヤの上り・下り各4本が増発された。英語表記は「Ltd. Exp. SEMBOKU LINER」。
難波と和泉中央を最速29分で結ぶが、停車駅は区間急行と2駅（堺東駅・深井駅）差であり、所要時間が区間急行や準急行と比較して数分程度しか変わらない列車が多い。現行ダイヤでは堺東駅にて準急行を追い抜く列車も設定されている。
運行開始当初の夕ラッシュ時には、泉北線直通列車として区間急行または準急行と共通のダイヤパターンに組み込まれていたため、約10分間隔で運転されていた区間急行または準急行が、本列車を挟んだ場合に約20分間隔となり、日中よりも運転間隔が開いていたが、2017年（平成29年）8月26日のダイヤ改正で、夕ラッシュ時以降の泉北線直通区間急行は全て準急行とされ、本列車にかかわらず準急行が約10分間隔となるよう改善された。

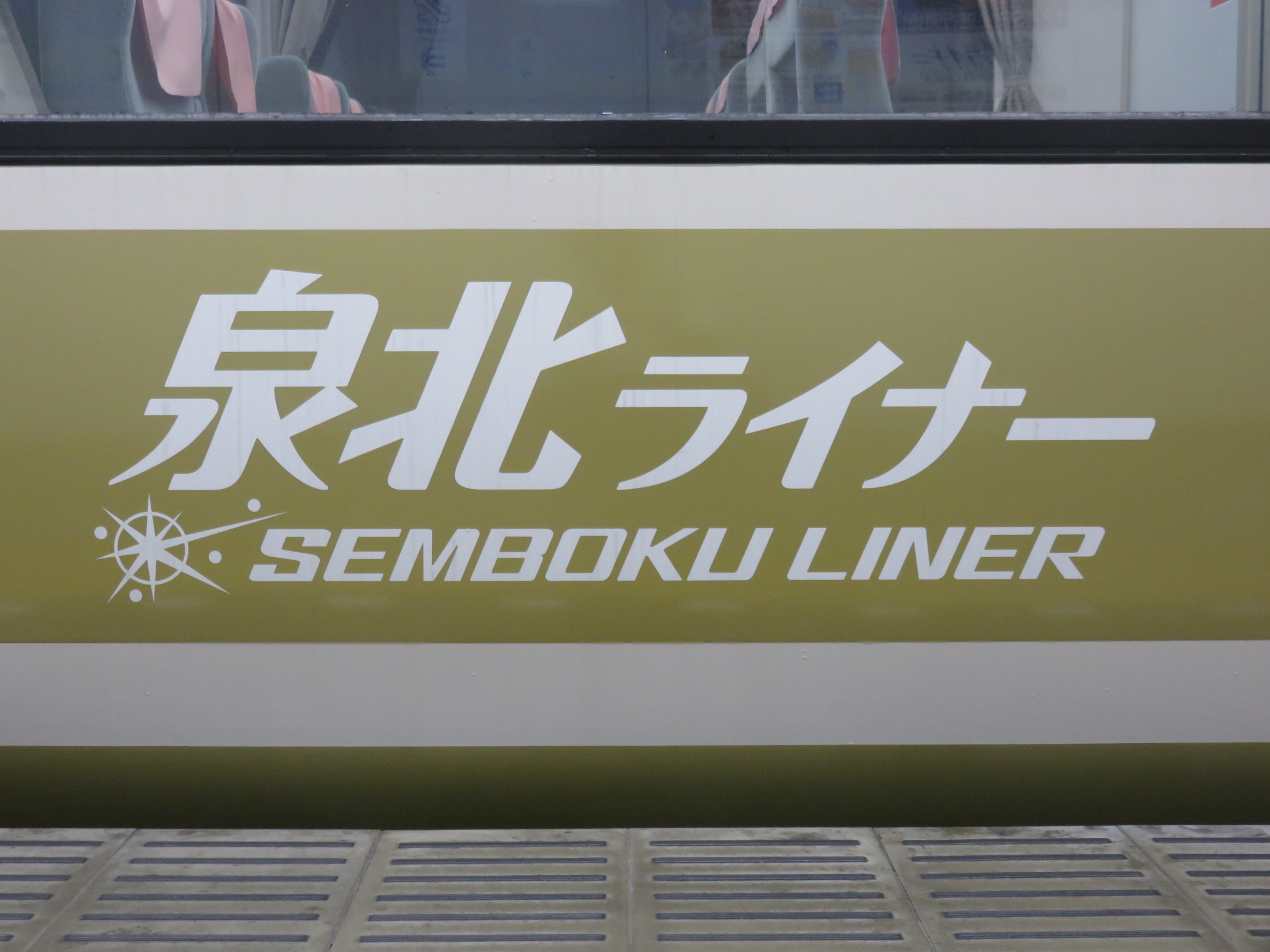
ロゴ （南海11000系・初代「泉北ライナー」ラッピング）

- ロゴ
（南海11000系・初代「泉北ライナー」ラッピング）

### 停車駅
難波駅 - 新今宮駅 - 天下茶屋駅 - 泉ケ丘駅 - 栂・美木多駅 - 光明池駅 - 和泉中央駅
- 大阪市内主要3駅とニュータウン4駅の速達性向上がコンセプトのひとつであるため、「こうや」「りんかん」停車駅である堺東駅は通過する[1]。

### 特急料金
2019年（令和元年）10月1日現在、利用区間に関わらず、大人520円・小児260円。「こうや」「りんかん」「天空」「ラピート」「サザン」の座席指定車に乗り継ぐ場合は別料金となる。

### 車両・設備

#### 現用車両

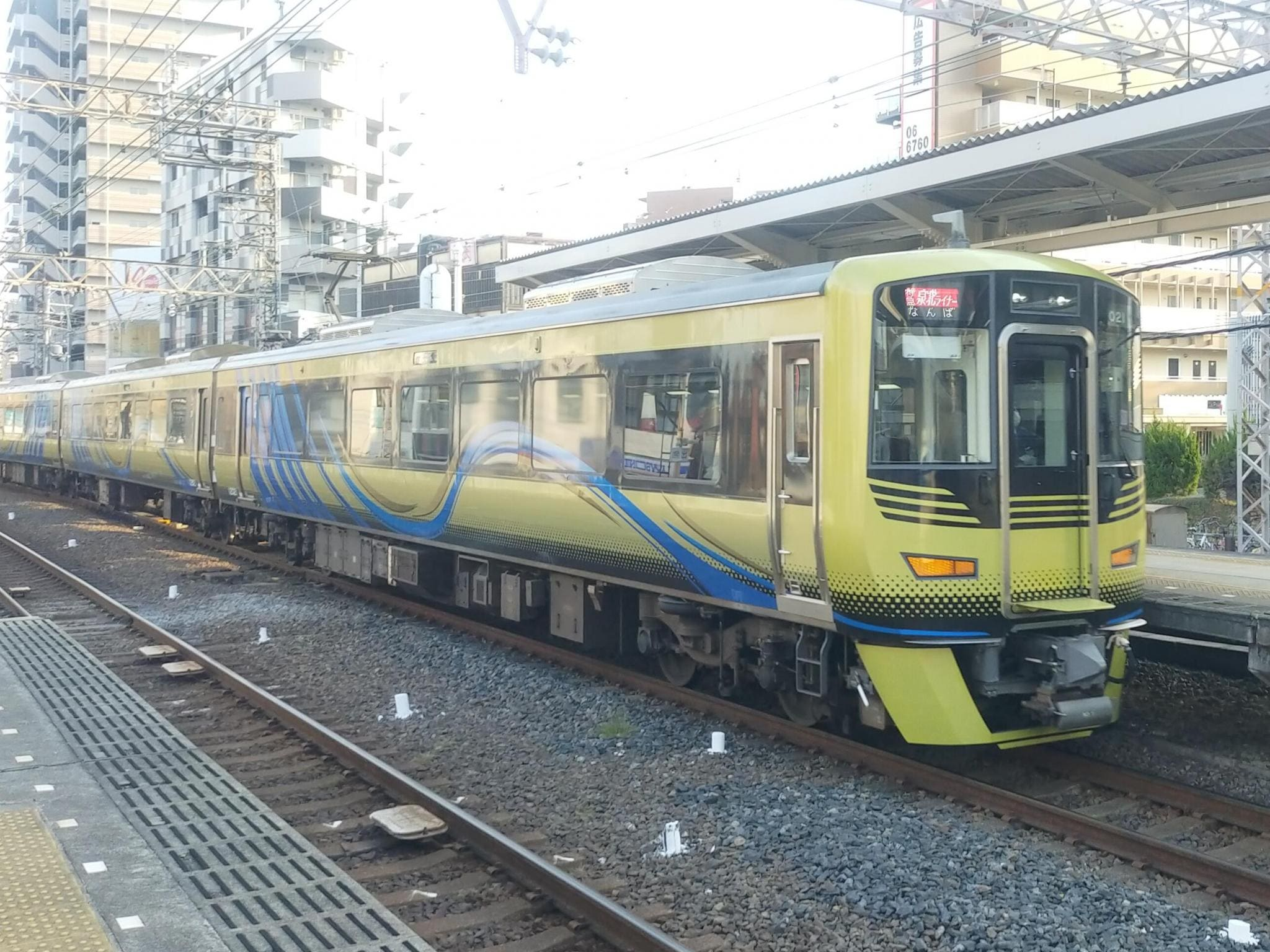
11000系
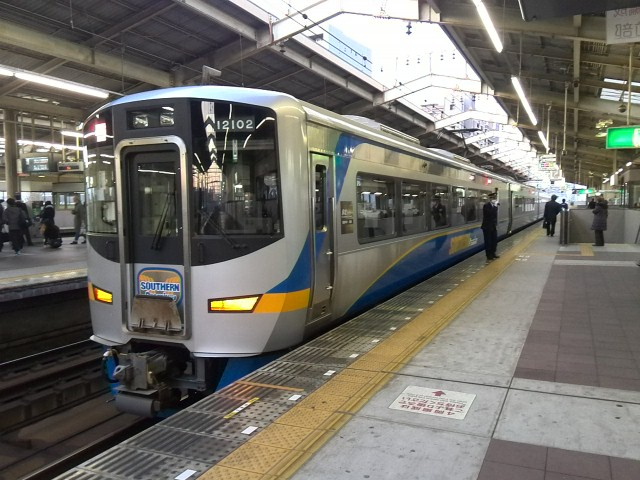
12000系20番台
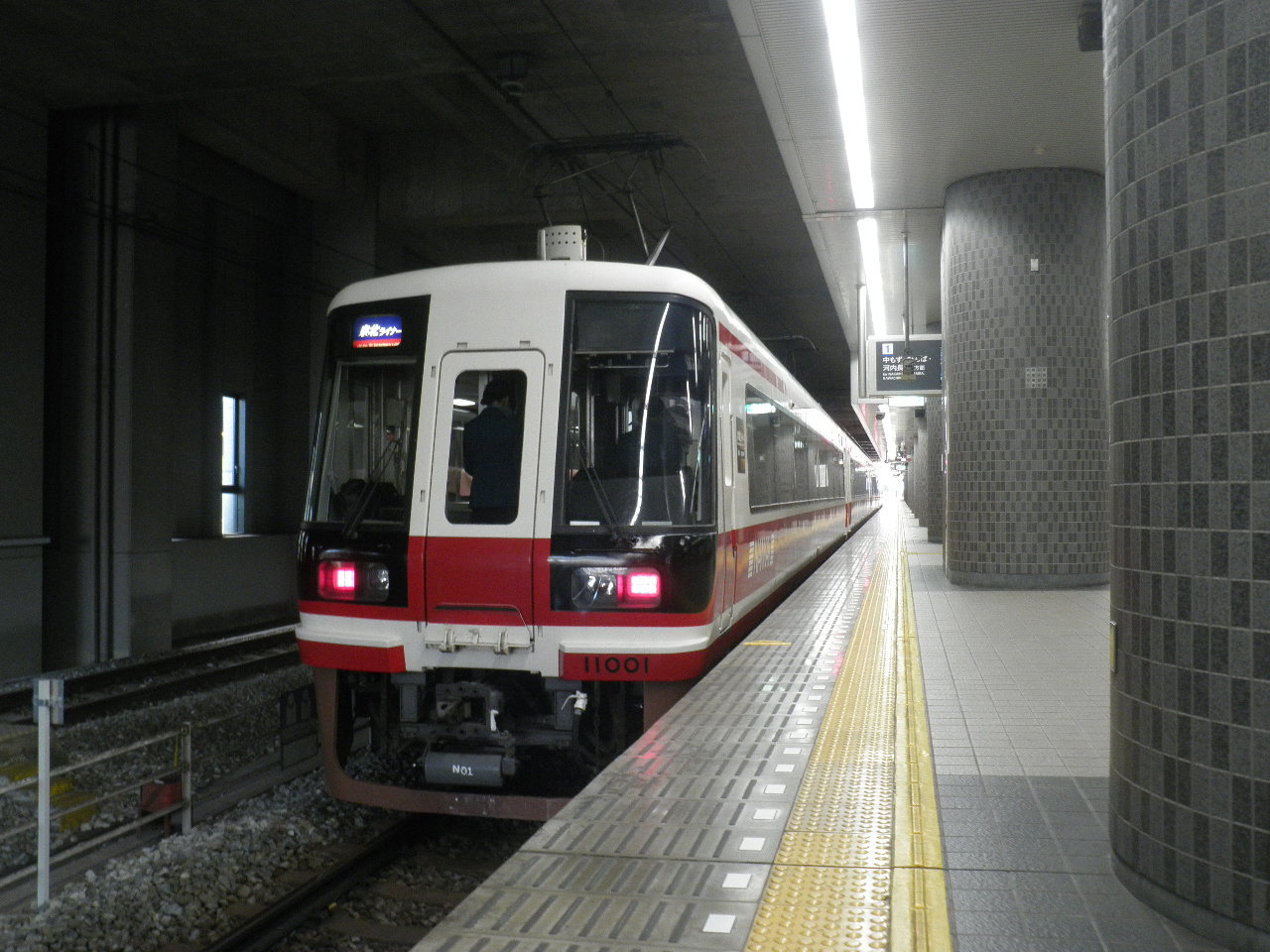
12000系「サザン・プレミアム」（検査時の代走のみ）

運行開始当初は南海11000系を使用していたが、1編成しかなく、高野線系統のほかの特急車両も予備車がないため、検査時には12000系「サザン・プレミアム」を借り入れていた。
泉北ニュータウンがまちびらきから50周年、トリヴェール和泉が25周年を迎える2017年（平成29年）に向けて、南海12000系0番台をベースとした専用車両として、泉北高速鉄道12000系（20番台。現・南海12000系20番台）が導入され、同年1月27日から運行を開始した。
同年8月26日のダイヤ改正からは、増発に伴い南海11000系が本列車の運用に復帰し、2編成で運行するようになった。12000系20番台（旧・泉北高速鉄道12000系
および11000系の検査時、および11000系の「りんかん」充当時（冬季閑散期の高野線特急車の定期検査期間中）には、従来通り12000系0番台が代走する。
2018年（平成30年）8月20日から9月22日まで、泉北高速鉄道と南海の12000系同士を交換して運行する企画が行われ、「サザン」に泉北12000系（自由席車は南海9000系）を、本列車には南海12000系を充当した。このため、泉北高速鉄道の車両が初めて南海本線で営業運転を実施し、また営業運転では初めて和歌山県内に入線している。
- 12000系20番台
（新塗装）
- 12000系「サザン・プレミアム」
（代走時のみ）
- 11000系

#### 過去の車両
- 50000系

2022年（令和4年）5月に発生した30000系の脱線事故による運用離脱に伴い、本列車に50000系を投入することとなり、2022年（令和4年）10月26日付で50503編成が小原田検車区に転属し、同年11月1日より運用開始した。同編成には乗降ドア横に「泉北ライナー」ステッカーが貼られており、所定ダイヤ（平日5往復・土休日6往復）に充当されていた。なお、スーパーシートは一般席と同額で利用可能だった。
2023年（令和5年）4月29日より「こうや」は通常運転に戻されたが、南海50000系は運用を継続する。
2023年（令和5年）9月30日をもって50000系の「泉北ライナー」運用を終了し、全列車が4両編成での運行に戻った。

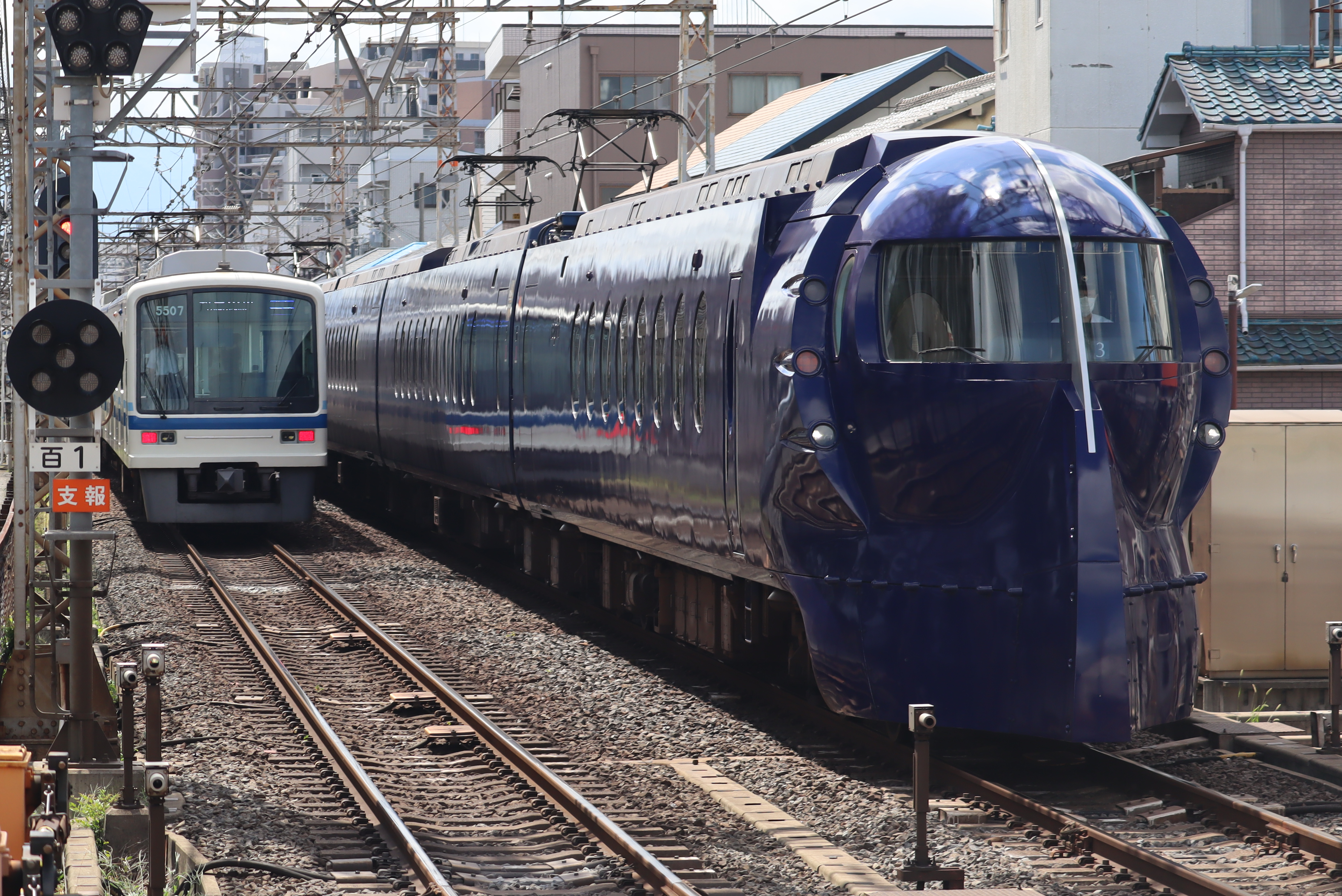
50000系
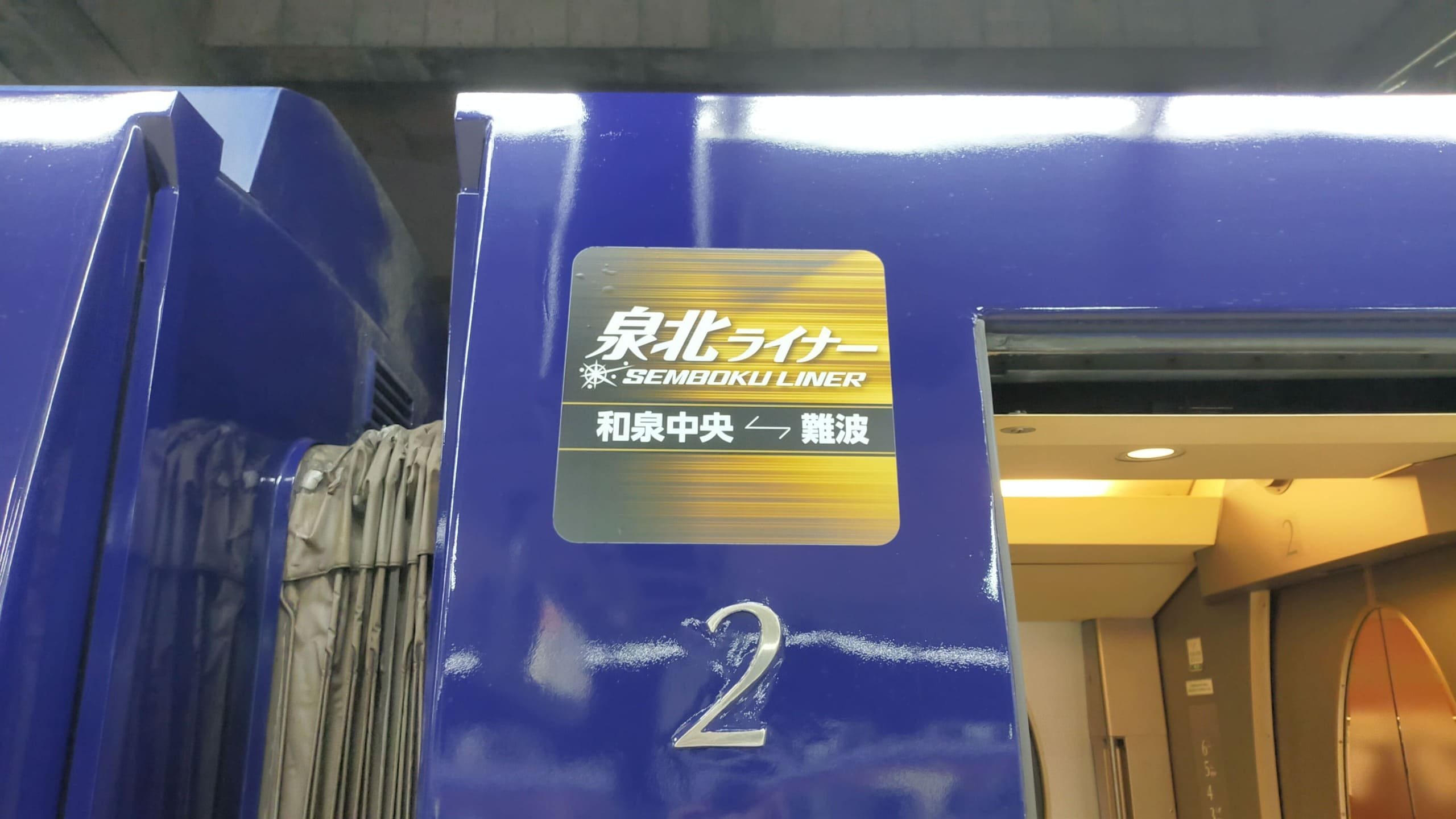
50000系に掲出されたステッカー

## 沿革
- 2015年（平成27年）
  - 10月08日：特急「泉北ライナー」の運行開始および南海高野線・泉北高速線のダイヤ改正を発表[1]。
  - 11月14日：特急券発売開始[23]。
  - 12月05日：運行開始[24]。
- 2017年（平成29年）
  - 01月27日：泉北高速鉄道12000系が運用開始[8][10]。
  - 08月26日：南海高野線・泉北高速線のダイヤ改正により、朝・夕方時間帯に「泉北ライナー」を増発[2]。
- 2018年（平成30年）
  - 08月20日 - 9月22日：南海との協力で双方の12000系を交換し、南海12000系が「泉北ライナー」の運用に就く[11][12]。
  - 12月01日 - 2019年（平成31年）1月11日：運行開始3周年を記念し、運行中の2編成に記念マークを掲出[25][26][27]。
- 2022年（令和4年）
  - 11月01日：平日5往復・土休日6往復を6両編成（南海50000系）で運行[13][14]。
- 2023年（令和5年）
  - 09月30日：南海50000系での運行を終了[20][21][22]。
- 2025年（令和7年）
  - 4月1日：泉北高速鉄道が南海電気鉄道に吸収合併し、同日に泉北高速鉄道線は南海泉北線に改称。これにより全区間が1社の鉄道事業者となったため、直通運転の状態は解消された[28]。